# Yanet García
Yanet García (Monterrey, Nuevo León; 14 de noviembre de 1990), también conocida como La Chica del Clima, es una modelo, actriz, influencer y presentadora del tiempo mexicana. Es conocida por haber sido la primera modelo en aparecer en la portada de la primera edición mexicana de la revista para adultos Penthouse.

## Biografía
Yanet García estudió contaduría pública y se certificó como coach nutricional (health coach) en el Institute for Integrative Nutrition en Nueva York, asistiendo a conferencias sobre nutrición en la Universidad de Harvard. En octubre de 2023 anunció su ingreso en la Escuela de Cine de Nueva York (New York Film Academy).
Cuando tenía 20 años, inauguró en Santiago, Nuevo León, su propia academia de modelaje profesional llamada Yanet García Models. En 2013 participó en el casting del certamen Nuestra Belleza Nuevo León. Debutó como presentadora del tiempo en 2014 en el programa Las Noticias de Televisa Monterrey, y en 2015 comenzó a tener bajo su cargo la sección meteorológica del programa Gente Regia, donde saltó a la fama. El 21 de junio de 2015 se viralizó en internet uno de sus segmentos del pronóstico del tiempo, lo que la dio a conocer en todo el mundo. En ese año, posó para la revista H para hombres del mes de octubre.
En 2016 protagonizó el video musical «Con tus besos» del cantante estadounidense-mexicano Pee Wee. En 2017, la revista estadounidense For Him Magazine eligió a García como una de las cien mujeres más bellas del mundo. Ese mismo año, debutó como actriz en la película Sharknado 5: Caletamiento global. En 2018, se integró al programa Hoy de Televisa y, en ese año, posó para la revista internacional Maxim del mes de julio.
En 2019 protagonizó la película española Bellezonismo. En 2020, debutó en la cadena de televisión estadounidense en español Univisión.
En 2021 se dio a conocer que abrió una cuenta en OnlyFans. En octubre de ese mismo año se convirtió en la primera modelo en aparecer en la portada de la primera edición mexicana de la revista Penthouse.
En 2025 debutó en el cine mexicano como actriz en la película Qué huevos Sofía. En ese año, volvió a aparecer en la portada de la revista Penthouse México, en su edición de febrero. Es amiga de la también modelo fitness Jen Selter.

## Filantropía y promoción
A lo largo de su trayectoria, García ha apoyado diversas causas sociales. Desde 2018 ha sido conductora de Teletón México. En 2019, se sumó a una iniciativa para disminuir el uso de plásticos y combatir el deterioro del medio ambiente. En 2020, impulsó una campaña para otorgar un incentivo económico a diez familias y apoyarlos a mitigar el impacto en sus ingresos debido a la pandemia de COVID-19.

## Trayectoria

### Películas
- Sharknado 5: Caletamiento global (2017) - Chara[36]
- Bellezonismo (2019) - Miss[37]
- Qué huevos Sofía (2025) - Pamela[27]

### Teatro
- Tenorio Cómico (2019) - Doña Inés[38]

## Premios
- Reconocimiento como Influencer healthy del año, otorgado por la revista Socialiteen, 2021.[39][40]